# 아 (성씨)
아(阿)는 중국과 한국의 성씨이다. 2015년 대한민국 인구주택총조사에서 529명의 인구가 집계되었다.